# Upgrade
Upgrade és una pel·lícula d'acció ciberpunk del 2018 escrita i dirigida per Leigh Whannell i protagonitzada per Logan Marshall-Green, Betty Gabriel i Harrison Gilbertson. La pel·lícula segueix un tecnòfob a qui li implanten un xip que li permet controlar el seu cos després que un atracament el deixés paralitzat. La pel·lícula va ser produïda per Jason Blum, sota la seva bandera de Blumhouse Productions.
Després d'estrenar-se el 10 de març de 2018 a South by Southwest, la pel·lícula es va estrenar l'1 de juny de 2018 als Estats Units per OTL Releasing i Blumhouse Tilt, i el 14 de juny de 2018 a Austràlia. El film va rebre crítiques positives per part de la crítica, que l'anomenaven "una part The Six Million Dollar Man, una part Death Wish", es van elogiar l'humor fosc i les seqüències d'acció de la pel·lícula. Ha estat subtitulada al català.

## Repartiment
- Logan Marshall-Green com a Grey Trace
- Betty Gabriel com a Cortez
- Harrison Gilbertson com a Eron Keen
- Benedict Hardie com a Fisk
- Christopher Kirby com a Tolan
- Clayton Jacobson com a Manny
- Linda Cropper com a Pamela
- Melanie Vallejo com a Asha Trace
- Sachin Joab com a Dr. Bhatia
- Michael M. Foster com a Jeffries
- Richard Cawthorne com a Serk
- Simon Maiden com a Stem
- Rosco Campbell com a Tiu de la realitat virtual
- Kai Bradley com a Jamie

## Producció
La pel·lícula es va titular originalment STEM. Whannell va escriure el primer esborrany almenys sis anys abans de fer-la. La fotografia principal va començar el març de 2017 a la ciutat natal de Whannell, Melbourne. L'escena de persecució que té lloc a la secció sud de la circumval·lació de Craigieburn Hume Freeway (M31) va en sentit contrari al que hauria estat el flux de trànsit normal per semblar que va ser filmada en un país amb volant a l'esquerra. L'edició va tenir lloc a Sydney.
Logan Marshall-Green va basar el moviment de Grey mentre estava sota el control de STEM en el del personatge Zenyatta del videojoc Overwatch.
El director de fotografia Stefan Duscio va rodar la pel·lícula amb les càmeres Arri Alexa XT i Alexa Mini i amb lents anamòrfiques de les sèries C i E de Panavision. El treball de càmera inusual durant les escenes de baralla es va aconseguir connectant un telèfon a Marshall-Green i fent que l'Alexa Mini segueixi el giroscopi del telèfon.

## Crítica
Upgrade va rebre ressenyes positives de part de la crítica i de l'audiència. A la pàgina web Rotten Tomatoes, la pel·lícula va obtenir una aprovació de 85%, basada en 72 ressenyes, amb una qualificació de 7.0/10, mentre que de part de l'audiència va tenir una aprovació de 91%, basada en 743 vots, amb una qualificació de 4.3/5.
El lloc web Metacritic va donar a la pel·lícula una puntuació 65 de 100, basada en 22 ressenyes, indicant "ressenyes generalment favorables". En el lloc web IMDb els usuaris han donat a la cinta una qualificació de 7.6/10, sobre la base de 55.117 vots.